# Sean Paul/Diskografie
Diese Diskografie ist eine Übersicht über die musikalischen Werke des jamaikanischen Dancehall-Sängers Sean Paul. Den Quellenangaben und Schallplattenauszeichnungen zufolge hat er bisher mehr als 78,7 Millionen Tonträger verkauft, davon allein in den Vereinigten Staaten mehr als 36,9 Millionen. In Deutschland verkaufte er mehr als 5,8 Millionen Tonträger, womit er zu den Interpreten mit den meisten Tonträgerverkäufen des Landes zählt. Seine erfolgreichste Veröffentlichung ist die Single Cheap Thrills (Remix) mit über 16,5 Millionen verkauften Einheiten. Diese verkaufte sich alleine in Deutschland über eine Million Mal, womit sie zu den meistverkauften Singles des Landes der 2010er-Jahre zählt.

## Alben

### Studioalben
| Jahr | Titel Musiklabel                          | Höchstplatzierung, Gesamtwochen, AuszeichnungChartplatzierungen (Jahr, Titel, Musiklabel, Platzierungen, Wochen, Auszeichnungen, Anmerkungen) | Höchstplatzierung, Gesamtwochen, AuszeichnungChartplatzierungen (Jahr, Titel, Musiklabel, Platzierungen, Wochen, Auszeichnungen, Anmerkungen) | Höchstplatzierung, Gesamtwochen, AuszeichnungChartplatzierungen (Jahr, Titel, Musiklabel, Platzierungen, Wochen, Auszeichnungen, Anmerkungen) | Höchstplatzierung, Gesamtwochen, AuszeichnungChartplatzierungen (Jahr, Titel, Musiklabel, Platzierungen, Wochen, Auszeichnungen, Anmerkungen) | Höchstplatzierung, Gesamtwochen, AuszeichnungChartplatzierungen (Jahr, Titel, Musiklabel, Platzierungen, Wochen, Auszeichnungen, Anmerkungen) | Anmerkungen                                                    |
| Jahr | Titel Musiklabel                          | DE | AT | CH | UK | US | Anmerkungen                                                    |
| ---- | ----------------------------------------- | --- | --- | --- | --- | --- | -------------------------------------------------------------- |
| 2000 | Stage One VP Records (VP)                 | — | — | — | — | — | Erstveröffentlichung: 21. März 2000                            |
| 2002 | Dutty Rock Atlantic Records (WMG)         | DE10 Platin · (54 Wo.)DE | AT5 Gold · (39 Wo.)AT | CH11 Platin · (68 Wo.)CH | UK2 ×2Doppelplatin · (53 Wo.)UK | US9 ×3Dreifachplatin · (85 Wo.)US | Erstveröffentlichung: 12. November 2002 Verkäufe: + 5.707.500  |
| 2005 | The Trinity Atlantic Records (WMG)        | DE9 Gold · (33 Wo.)DE | AT6 (28 Wo.)AT | CH4 Gold · (50 Wo.)CH | UK11 Platin · (19 Wo.)UK | US7 ×2Doppelplatin · (52 Wo.)US | Erstveröffentlichung: 23. September 2005 Verkäufe: + 3.357.500 |
| 2009 | Imperial Blaze Atlantic Records (WMG)     | DE17 (4 Wo.)DE | AT17 (4 Wo.)AT | CH4 (10 Wo.)CH | UK38 (1 Wo.)UK | US12 (7 Wo.)US | Erstveröffentlichung: 14. August 2009 Verkäufe: + 50.000       |
| 2012 | Tomahawk Technique Atlantic Records (WMG) | DE6 Gold · (15 Wo.)DE | AT7 (11 Wo.)AT | CH3 Gold · (20 Wo.)CH | UK34 (3 Wo.)UK | — | Erstveröffentlichung: 27. Januar 2012 Verkäufe: + 165.000      |
| 2014 | Full Frequency Atlantic Records (WMG)     | DE22 (4 Wo.)DE | AT36 (1 Wo.)AT | CH7 (6 Wo.)CH | — | — | Erstveröffentlichung: 18. Februar 2014                         |
| 2021 | Live N Livin Dutty Rock Productions (DRP) | — | — | — | — | — | Erstveröffentlichung: 12. März 2021                            |
| 2022 | Scorcha Island Records (UMG)              | — | — | — | — | — | Erstveröffentlichung: 27. Mai 2022                             |

### Livealben
| Jahr | Titel Musiklabel                    | Anmerkungen                             |
| ---- | ----------------------------------- | --------------------------------------- |
| 2015 | Live at the Palm Room Kingston Rock | Erstveröffentlichung: 20. November 2015 |

### Kompilationen
| Jahr | Titel Musiklabel                                 | Anmerkungen                                                          |
| ---- | ------------------------------------------------ | -------------------------------------------------------------------- |
| 2017 | Dutty Classics Collection Atlantic Records (WMG) | Erstveröffentlichung: 2. Juni 2017 · UK: Platin; Verkäufe: + 300.000 |

### EPs
| Jahr | Titel Musiklabel                            | Anmerkungen                         |
| ---- | ------------------------------------------- | ----------------------------------- |
| 2006 | Live: Sessions @ AOL Atlantic Records (WMG) | Erstveröffentlichung: 14. März 2006 |
| 2018 | Mad Love: The Prequel Island Records (UMG)  | Erstveröffentlichung: 20. Juli 2018 |

## Singles

### Als Leadmusiker
| Jahr | Titel Album                                   | Höchstplatzierung, Gesamtwochen, AuszeichnungChartplatzierungen (Jahr, Titel, Album, Platzierungen, Wochen, Auszeichnungen, Anmerkungen) | Höchstplatzierung, Gesamtwochen, AuszeichnungChartplatzierungen (Jahr, Titel, Album, Platzierungen, Wochen, Auszeichnungen, Anmerkungen) | Höchstplatzierung, Gesamtwochen, AuszeichnungChartplatzierungen (Jahr, Titel, Album, Platzierungen, Wochen, Auszeichnungen, Anmerkungen) | Höchstplatzierung, Gesamtwochen, AuszeichnungChartplatzierungen (Jahr, Titel, Album, Platzierungen, Wochen, Auszeichnungen, Anmerkungen) | Höchstplatzierung, Gesamtwochen, AuszeichnungChartplatzierungen (Jahr, Titel, Album, Platzierungen, Wochen, Auszeichnungen, Anmerkungen) | Anmerkungen                                                                                          |
| Jahr | Titel Album                                   | DE | AT | CH | UK | US | Anmerkungen                                                                                          |
| ---- | --------------------------------------------- | --- | --- | --- | --- | --- | --- |
| 1998 | Deport Them Stage One                         | — | — | — | — | — | Erstveröffentlichung: 1998                                                                           |
| 2002 | Gimme the Light Dutty Rock                    | DE35 (9 Wo.)DE | — | CH19 (16 Wo.)CH | UK5 Silber · (18 Wo.)UK | US7 (39 Wo.)US | Erstveröffentlichung: 21. Mai 2002 Verkäufe: + 205.000                                               |
| 2003 | Get Busy Dutty Rock                           | DE3 Platin · (21 Wo.)DE | AT4 Gold · (25 Wo.)AT | CH2 Gold · (35 Wo.)CH | UK4 ×2Doppelplatin · (9 Wo.)UK | US1 Platin · (32 Wo.)US | Erstveröffentlichung: 4. März 2003 Verkäufe: + 3.205.000                                             |
| 2003 | Like Glue Dutty Rock                          | DE20 (11 Wo.)DE | AT17 (16 Wo.)AT | CH6 (22 Wo.)CH | UK3 Gold · (13 Wo.)UK | US13 (20 Wo.)US | Erstveröffentlichung: 1. Juli 2003 Verkäufe: + 405.000                                               |
| 2004 | I’m Still in Love with You Dutty Rock         | DE19 (11 Wo.)DE | AT11 (14 Wo.)AT | CH10 (21 Wo.)CH | UK6 Gold · (14 Wo.)UK | US14 (25 Wo.)US | Erstveröffentlichung: 30. Januar 2004 Verkäufe: + 400.000; feat. Sasha                               |
| 2005 | We Be Burnin’ The Trinity                     | DE5 Gold · (20 Wo.)DE | AT10 (20 Wo.)AT | CH6 (32 Wo.)CH | UK2 Gold · (22 Wo.)UK | US6 Gold (Mastertone) + Platin · (28 Wo.)US                                                                                              | Erstveröffentlichung: 9. September 2005 Verkäufe: + 2.164.000                                        |
| 2005 | Ever Blazin’ The Trinity                      | DE20 (9 Wo.)DE | AT25 (9 Wo.)AT | CH11 (18 Wo.)CH | UK12 (10 Wo.)UK | — | Erstveröffentlichung: 29. November 2005                                                              |
| 2006 | Temperature The Trinity                       | DE14 Platin · (16 Wo.)DE | AT19 (21 Wo.)AT | CH10 Gold · (30 Wo.)CH | UK11 ×2Doppelplatin · (23 Wo.)UK | US1 ×2×3Doppelplatin (Mastertone) + Dreifachplatin · (31 Wo.)US                                                                          | Erstveröffentlichung: 24. Januar 2006 Verkäufe: + 7.590.000                                          |
| 2006 | (When You Gonna) Give It Up to Me The Trinity | DE26 (9 Wo.)DE | AT30 (7 Wo.)AT | CH5 (21 Wo.)CH | UK31 Silber · (8 Wo.)UK | US3 Gold (Mastertone) · (22 Wo.)US | Erstveröffentlichung: 4. Juli 2006 Verkäufe: + 780.000; feat. Keyshia Cole                           |
| 2006 | Never Gonna be the Same The Trinity           | — | — | CH37 (10 Wo.)CH | UK22 (6 Wo.)UK | — | Erstveröffentlichung: 10. Juli 2006                                                                  |
| 2009 | So Fine Imperial Blaze                        | DE39 (9 Wo.)DE | AT56 (3 Wo.)AT | CH38 (10 Wo.)CH | UK25 (3 Wo.)UK | US50 (9 Wo.)US | Erstveröffentlichung: 2. Juni 2009 Verkäufe: + 40.000                                                |
| 2009 | Press It Up Imperial Blaze                    | — | — | — | — | — | Erstveröffentlichung: 4. August 2009                                                                 |
| 2009 | Hold My Hand Imperial Blaze                   | DE60 (4 Wo.)DE | — | CH37 (13 Wo.)CH | — | — | Erstveröffentlichung: 29. September 2009 Verkäufe: + 100.200; feat. Keri Hilson                      |
| 2011 | Got 2 Luv U Tomahawk Technique                | DE3 Platin · (36 Wo.)DE | AT7 Gold · (28 Wo.)AT | CH1 ×2Doppelplatin · (33 Wo.)CH | UK11 Gold · (12 Wo.)UK | US84 (6 Wo.)US | Erstveröffentlichung: 19. Juli 2011 Verkäufe: + 997.500; feat. Alexis Jordan                         |
| 2011 | She Doesn’t Mind Tomahawk Technique           | DE2 ×3Dreifachgold · (33 Wo.)DE | AT1 Platin · (25 Wo.)AT | CH1 ×2Doppelplatin · (32 Wo.)CH | UK2 Platin · (18 Wo.)UK | US78 (1 Wo.)US | Erstveröffentlichung: 31. Oktober 2011 Verkäufe: + 1.520.600                                         |
| 2012 | What I Want Tomahawk Technique                | — | AT46 (1 Wo.)AT | — | — | — | Erstveröffentlichung: 27. Januar 2012                                                                |
| 2012 | Hold On Tomahawk Technique                    | — | — | — | UK86 (1 Wo.)UK | — | Erstveröffentlichung: 5. März 2012                                                                   |
| 2012 | Touch the Sky Tomahawk Technique              | DE31 (11 Wo.)DE | AT44 (4 Wo.)AT | — | — | — | Erstveröffentlichung: 28. Mai 2012 feat. DJ Ammo                                                     |
| 2012 | How Deep Is Your Love Tomahawk Technique      | — | AT68 (1 Wo.)AT | CH72 (1 Wo.)CH | — | — | Erstveröffentlichung: 24. Juli 2012 feat. Kelly Rowland                                              |
| 2013 | Other Side of Love Full Frequency             | DE3 (13 Wo.)DE | AT11 (13 Wo.)AT | CH4 (12 Wo.)CH | UK7 Silber · (9 Wo.)UK | — | Erstveröffentlichung: 10. Juli 2013 Verkäufe: + 200.000                                              |
| 2013 | Turn It Up Full Frequency                     | DE21 (5 Wo.)DE | AT33 (3 Wo.)AT | CH31 (1 Wo.)CH | UK35 (2 Wo.)UK | — | Erstveröffentlichung: 21. September 2013                                                             |
| 2014 | Want Dem All Full Frequency                   | DE70 (1 Wo.)DE | AT73 (1 Wo.)AT | — | — | — | Erstveröffentlichung: 20. Januar 2014 feat. Konshens                                                 |
| 2014 | Hey Baby Full Frequency                       | DE47 (9 Wo.)DE | AT38 (2 Wo.)AT | CH36 (3 Wo.)CH | — | — | Erstveröffentlichung: 21. März 2014                                                                  |
| 2015 | One Wine –                                    | — | — | — | — | — | Erstveröffentlichung: 4. September 2015 mit Machel Montano feat. Major Lazer                         |
| 2015 | Love Song to the Earth –                      | — | — | — | — | — | Erstveröffentlichung: 11. September 2015 Verkäufe: + 11.000; als Teil von Friends of the Earth       |
| 2016 | Paradise –                                    | — | — | — | — | — | Erstveröffentlichung: 15. April 2016 mit Matoma feat. KStewart                                       |
| 2016 | Crick Neck Turning Tables                     | — | — | — | — | — | Erstveröffentlichung: 26. August 2016 feat. Chi Ching Ching                                          |
| 2016 | No Lie Mad Love: The Prequel                  | DE10 ×3Dreifachgold · (25 Wo.)DE | AT13 Platin · (17 Wo.)AT | CH32 (31 Wo.)CH | UK10 ×2Doppelplatin · (30 Wo.)UK | — | Erstveröffentlichung: 18. November 2016 Verkäufe: + 3.013.333; feat. Dua Lipa                        |
| 2016 | Tek Weh Yuh Heart Mad Love: The Prequel       | — | — | — | — | — | Erstveröffentlichung: 18. November 2016 feat. Tory Lanez                                             |
| 2017 | Phone Flash –                                 | — | — | — | — | — | Erstveröffentlichung: 21. April 2017                                                                 |
| 2017 | Body Mad Love: The Prequel                    | — | — | — | UK76 (1 Wo.)UK | — | Erstveröffentlichung: 28. April 2017 Verkäufe: + 40.000; feat. Migos                                 |
| 2017 | She Call Me –                                 | — | — | — | — | — | Erstveröffentlichung: 3. November 2017                                                               |
| 2018 | Mad Love Mad Love: The Prequel                | DE10 Gold · (22 Wo.)DE | AT33 (13 Wo.)AT | CH36 (19 Wo.)CH | UK22 Gold · (16 Wo.)UK | — | Erstveröffentlichung: 16. Februar 2018 Verkäufe: + 1.135.000; mit David Guetta feat. Becky G         |
| 2018 | Tip Pon It Mad Love: The Prequel              | — | — | — | — | — | Erstveröffentlichung: 20. April 2018 feat. Major Lazer                                               |
| 2018 | Feels Like Home Brighter Days                 | — | — | — | UK71 (6 Wo.)UK | — | Erstveröffentlichung: 13. Juni 2018 mit Sigala & Fuse ODG feat. Kent Jones                           |
| 2018 | Naked Truth Mad Love: The Prequel             | — | — | — | — | — | Erstveröffentlichung: 5. Oktober 2018 feat. Jhené Aiko                                               |
| 2018 | Hey DJ (Remix) –                              | — | — | CH95 (1 Wo.)CH | — | — | Erstveröffentlichung: 8. November 2018 Verkäufe: + 285.000; mit CNCO & Meghan Trainor                |
| 2019 | Shot & Wine –                                 | — | — | — | — | — | Erstveröffentlichung: 17. Januar 2019 feat. Stefflon Don                                             |
| 2019 | Boasty –                                      | — | — | — | UK11 Platin · (27 Wo.)UK | — | Erstveröffentlichung: 22. Januar 2019 Verkäufe: + 700.000; mit Wiley & Stefflon Don feat. Idris Elba |
| 2019 | Contra la pared –                             | — | — | CH57 (13 Wo.)CH | — | US— ×3Dreifachplatin (Latin)US | Erstveröffentlichung: 15. März 2019 Verkäufe: + 340.000; mit J Balvin                                |
| 2019 | When It Comes to You –                        | — | — | — | — | — | Erstveröffentlichung: 28. August 2019                                                                |
| 2021 | Calling on Me Scorcha                         | — | — | — | — | — | Erstveröffentlichung: 7. Februar 2020 feat. Tove Lo                                                  |
| 2021 | Lion Heart Live N Livin                       | — | — | — | — | — | Erstveröffentlichung: 17. Dezember 2020                                                              |
| 2021 | Real Steel Live N Livin                       | — | — | — | — | — | Erstveröffentlichung: 19. Februar 2021 feat. Intence                                                 |
| 2021 | Only Fanz Scorcha                             | — | — | — | — | — | Erstveröffentlichung: 12. August 2021 feat. Ty Dolla Sign                                            |
| 2021 | Dynamite Scorcha                              | DE— aDE | — | CH92 (1 Wo.)CH | — | — | Erstveröffentlichung: 22. Oktober 2021 Verkäufe: + 100.000; feat. Sia                                |
| 2021 | Up –                                          | — | — | — | — | — | Erstveröffentlichung: 17. Dezember 2021 mit Inna                                                     |
| 2022 | How We Do It Scorcha                          | — | — | — | — | — | Erstveröffentlichung: 10. März 2022 feat. Pia Mia                                                    |
| 2022 | No Fear Scorcha                               | — | — | — | — | — | Erstveröffentlichung: 20. April 2022 feat. Damian Marley & Nicky Jam                                 |
| 2022 | Tic Tac –                                     | — | — | — | — | — | Erstveröffentlichung: 30. September 2022 mit Ludmilla & Topo La Maskara                              |
| 2022 | Day 2 Day –                                   | — | — | — | — | — | Erstveröffentlichung: 28. Oktober 2022                                                               |
| 2024 | Greatest –                                    | — | — | — | — | — | Erstveröffentlichung: 2. Januar 2024                                                                 |
| 2024 | Get Busy (Odd Mob Club Mix) –                 | — | — | — | — | — | Erstveröffentlichung: 24. Mai 2024 Verkäufe: + 35.000; mit Odd Mob                                   |
| 2024 | Born to Love Ya –                             | — | — | — | — | — | Erstveröffentlichung: 4. Oktober 2024 mit Gabry Ponte & Natti Natasha                                |

### Als Gastmusiker
| Jahr | Titel Album                                       | Höchstplatzierung, Gesamtwochen, AuszeichnungChartplatzierungen (Jahr, Titel, Album, Platzierungen, Wochen, Auszeichnungen, Anmerkungen) | Höchstplatzierung, Gesamtwochen, AuszeichnungChartplatzierungen (Jahr, Titel, Album, Platzierungen, Wochen, Auszeichnungen, Anmerkungen) | Höchstplatzierung, Gesamtwochen, AuszeichnungChartplatzierungen (Jahr, Titel, Album, Platzierungen, Wochen, Auszeichnungen, Anmerkungen) | Höchstplatzierung, Gesamtwochen, AuszeichnungChartplatzierungen (Jahr, Titel, Album, Platzierungen, Wochen, Auszeichnungen, Anmerkungen) | Höchstplatzierung, Gesamtwochen, AuszeichnungChartplatzierungen (Jahr, Titel, Album, Platzierungen, Wochen, Auszeichnungen, Anmerkungen) | Anmerkungen |
| Jahr | Titel Album                                       | DE | AT | CH | UK | US | Anmerkungen |
| --- | ------------------------------------------------- | --- | --- | --- | --- | --- | --- |
| 1999 | Hot Gal Today (Haffi Get De Gal Yah) Damn Right   | — | — | — | — | — | Erstveröffentlichung: 1999 feat. Mr. Vegas                                                                                   |
| 2002 | Bossman Tropical Storm                            | — | — | — | UK78 (2 Wo.)UK | — | Erstveröffentlichung: 2002 Beenie Man feat. Sean Paul & Lady Saw                                                             |
| 2002 | Make It Clap (Remix) It Ain’t Safe No More        | DE50 (7 Wo.)DE | — | — | UK16 (8 Wo.)UK | US46 (20 Wo.)US | Erstveröffentlichung: Januar 2002 Busta Rhymes feat. Sean Paul & Spliff Star                                                 |
| 2003 | Shoomp The Grind Date                             | — | — | — | UK85 (1 Wo.)UK | — | Erstveröffentlichung: 2003 De La Soul feat. Sean Paul                                                                        |
| 2003 | Breathe Bittersweet                               | DE7 Gold · (17 Wo.)DE | AT11 (22 Wo.)AT | CH5 (30 Wo.)CH | UK1 ×2Doppelplatin · (24 Wo.)UK | US70 (20 Wo.)US | Erstveröffentlichung: 28. Juli 2003 Verkäufe: + 1.465.000; Blu Cantrell feat. Sean Paul                                      |
| 2003 | Baby Boy Dangerously in Love                      | DE4 Gold · (14 Wo.)DE | AT18 (17 Wo.)AT | CH5 (24 Wo.)CH | UK2 Platin · (17 Wo.)UK | US1 ×2Doppelplatin + Platin (Mastertone) · (29 Wo.)US                                                                                    | Erstveröffentlichung: 3. August 2003 Verkäufe: + 4.145.000; Beyoncé feat. Sean Paul                                          |
| 2004 | Candy –                                           | — | — | — | — | — | Erstveröffentlichung: 2004 Mike Down feat. Sean Paul                                                                         |
| 2004 | Ladies Night –                                    | — | — | — | — | — | Erstveröffentlichung: 2004 Kool & the Gang feat. Spanner Banner & Sean Paul                                                  |
| 2004 | Say Ay Ay Ay The Piece Maker 2                    | — | — | — | — | — | Erstveröffentlichung: 2004 Tony Touch feat. Sean Paul                                                                        |
| 2006 | Cry Baby Cry All That I Am                        | DE47 (5 Wo.)DE | — | CH29 (12 Wo.)CH | UK71 (2 Wo.)UK | — | Erstveröffentlichung: 8. Mai 2006 Santana feat. Sean Paul & Joss Stone                                                       |
| 2006 | Break It Off A Girl like Me                       | — | — | — | — | US9 Gold · (20 Wo.)US | Erstveröffentlichung: 13. November 2006 Verkäufe: + 500.000; Rihanna feat. Sean Paul                                         |
| 2007 | (I Wanna See You) Push It Baby Late Night Special | DE67 (4 Wo.)DE | — | — | — | — | Erstveröffentlichung: März 2007 Pretty Ricky feat. Sean Paul                                                                 |
| 2007 | Give It to You Here I Am                          | DE49 (4 Wo.)DE | — | — | — | — | Erstveröffentlichung: 31. Juli 2007 Eve feat. Sean Paul                                                                      |
| 2008 | Lolli Pop –                                       | — | — | — | — | — | Erstveröffentlichung: 23. Januar 2008 Farrah Franklin feat. Sean Paul                                                        |
| 2008 | Come Over Shine                                   | DE62 (2 Wo.)DE | AT55 (1 Wo.)AT | — | — | — | Erstveröffentlichung: 15. September 2008 Estelle feat. Sean Paul                                                             |
| 2009 | Feel It Go DJ!                                    | — | — | — | — | — | Erstveröffentlichung: 10. Februar 2009 DJ Felli Fel feat. T-Pain, Sean Paul, Flo Rida & Pitbull                              |
| 2009 | Do You Remember All or Nothing                    | — | — | — | UK13 Gold · (13 Wo.)UK | US10 ×2Doppelplatin · (20 Wo.)US | Erstveröffentlichung: 3. November 2009 Verkäufe: + 2.500.000; Jay Sean feat. Sean Paul & Lil Jon                             |
| 2010 | Tik Tok Made in Jamaica                           | DE37 (6 Wo.)DE | AT36 (3 Wo.)AT | — | — | — | Erstveröffentlichung: 29. November 2010 Bob Sinclar feat. Sean Paul                                                          |
| 2011 | Waya Waya –                                       | — | — | — | — | — | Erstveröffentlichung: 24. Oktober 2011 Tal feat. Sean Paul                                                                   |
| 2011 | Summer Paradise Get Your Heart On                 | DE9 Gold · (19 Wo.)DE | AT7 Gold · (20 Wo.)AT | CH11 Platin · (22 Wo.)CH | UK12 Silber · (6 Wo.)UK | — | Erstveröffentlichung: 13. Dezember 2011 Verkäufe: + 852.400; Simple Plan feat. Sean Paul                                     |
| 2012 | Wine It Up –                                      | DE48 (3 Wo.)DE | AT34 (1 Wo.)AT | CH16 (5 Wo.)CH | — | — | Erstveröffentlichung: 9. Juli 2012 Lucenzo feat. Sean Paul                                                                   |
| 2012 | She Makes Me Go Superman                          | DE5 Gold · (28 Wo.)DE | AT8 (21 Wo.)AT | CH13 Gold · (19 Wo.)CH | — | — | Erstveröffentlichung: 17. September 2012 Verkäufe: + 195.400; Arash feat. Sean Paul                                          |
| 2012 | Bless Di Nation –                                 | — | — | — | — | — | Erstveröffentlichung: 9. Oktober 2012 Congorock & Stereo Massive feat. Sean Paul                                             |
| 2012 | What About Us Living for the Weekend              | DE44 (6 Wo.)DE | AT57 (4 Wo.)AT | — | UK1 Platin · (16 Wo.)UK | — | Erstveröffentlichung: 18. Dezember 2012 Verkäufe: + 607.500; The Saturdays feat. Sean Paul                                   |
| 2014 | Passion Whine Farruko presenta: Los menores       | — | — | — | — | US— ×3Dreifachplatin (Latin)US | Erstveröffentlichung: 2. März 2014 Verkäufe: + 180.000; Farruko feat. Sean Paul                                              |
| 2014 | Come on to Me Apocalypse Soon                     | — | — | — | — | — | Erstveröffentlichung: 3. März 2014 Verkäufe: + 30.300; Major Lazer feat. Sean Paul                                           |
| 2014 | Bailando Sex and Love                             | DE31 Gold · (27 Wo.)DE | AT42 (21 Wo.)AT | CH4 (73 Wo.)CH | UK75 Platin · (1 Wo.)UK | US12 ×4Vierfachplatin · (30 Wo.)US | Erstveröffentlichung: 28. April 2014 Verkäufe: + 5.015.000; Enrique Iglesias feat. Sean Paul, Descemer Bueno y Gente de Zona |
| 2014 | Dangerous Love T.I.N.A.                           | — | — | — | UK3 Platin · (24 Wo.)UK | — | Erstveröffentlichung: 18. Mai 2014 Verkäufe: + 600.000; Fuse ODG feat. Sean Paul                                             |
| 2015 | Ebony Eyes –                                      | DE28 (9 Wo.)DE | — | — | — | — | Erstveröffentlichung: 3. Juli 2015 Verkäufe: + 10.000; Rico Bernasconi & Tuklan feat. Sean Paul & A-Class                    |
| 2016 | Make My Love Go –                                 | DE22 Gold · (19 Wo.)DE | AT52 (7 Wo.)AT | CH48 (3 Wo.)CH | UK49 Silber · (14 Wo.)UK | — | Erstveröffentlichung: 5. Februar 2016 Verkäufe: + 460.000; Jay Sean feat. Sean Paul & Kiana Ledé                             |
| 2016 | Cheap Thrills This Is Acting                      | DE1 Diamant · (55 Wo.)DE | AT1 Platin · (47 Wo.)AT | CH2 (62 Wo.)CH | UK2 ×5Fünffachplatin · (66 Wo.)UK | US1 ×9Neunfachplatin · (52 Wo.)US | Erstveröffentlichung: 11. Februar 2016 Verkäufe: + 16.578.200; Sia feat. Sean Paul                                           |
| 2016 | Lay You Down Easy Primary Colours                 | — | — | — | — | — | Erstveröffentlichung: 25. März 2016 Verkäufe: + 90.000; Magic! feat. Sean Paul                                               |
| 2016 | Hair Get Weird                                    | — | — | — | UK11 Platin · (24 Wo.)UK | — | Erstveröffentlichung: 15. April 2016 Verkäufe: + 650.000; Little Mix feat. Sean Paul                                         |
| 2016 | Ride It 15                                        | — | — | — | — | — | Erstveröffentlichung: 13. Mai 2016 Borgeous, Rvssian & M.R.I. feat. Sean Paul                                                |
| 2016 | Trumpets –                                        | — | — | — | — | — | Erstveröffentlichung: 3. Juni 2016 Verkäufe: + 40.000; Sak Noel & Salvi feat. Sean Paul                                      |
| 2016 | Rockabye What Is Love?                            | DE1 ×2Doppelplatin · (36 Wo.)DE | AT1 Platin · (29 Wo.)AT | CH1 ×2Doppelplatin · (47 Wo.)CH | UK1 ×4Vierfachplatin · (41 Wo.)UK | US9 ×3Dreifachplatin · (27 Wo.)US | Erstveröffentlichung: 21. Oktober 2016 Verkäufe: + 9.883.333; Clean Bandit feat. Sean Paul & Anne-Marie                      |
| 2017 | Ovaload The Selection                             | DE78 (2 Wo.)DE | — | — | — | — | Erstveröffentlichung: 2. Juni 2017 Gentleman feat. Sean Paul                                                                 |
| 2017 | Rainy Day –                                       | — | — | — | — | — | Erstveröffentlichung: 7. Juli 2017 Stephen Oaks & CRZY feat. Sean Paul                                                       |
| 2017 | Súbeme la Radio (Remix) –                         | — | — | — | UK10 Platin · (14 Wo.)UK | — | Erstveröffentlichung: 21. Juli 2017 Verkäufe: + 600.000; Enrique Iglesias feat. Sean Paul & Matt Terry                       |
| 2017 | Born Alive –                                      | — | — | — | — | — | Erstveröffentlichung: 1. September 2017 E-Motion feat. Sean Paul                                                             |
| 2017 | Gold –                                            | — | — | — | — | — | Erstveröffentlichung: 20. Oktober 2017 Valentino Khan feat. Sean Paul                                                        |
| 2019 | Fuego Carte Blanche                               | — | — | — | — | — | Erstveröffentlichung: 11. Oktober 2019 Verkäufe: + 165.000; DJ Snake feat. Sean Paul, Anitta & Tainy                         |
| 2021 | Dancing on Dangerous –                            | DE— bDE | — | CH90 (3 Wo.)CH | — | — | Erstveröffentlichung: 9. April 2021 Verkäufe: + 170.000; Imanbek feat. Sean Paul & Sofía Reyes                               |
| 2021 | Go Down Deh 10                                    | — | — | — | — | — | Erstveröffentlichung: 30. April 2021 Verkäufe: + 230.000; Spice feat. Shaggy & Sean Paul                                     |
| 2021 | Boca Alma                                         | — | — | — | — | — | Erstveröffentlichung: 14. Mai 2021 Verkäufe: + 35.000; Gaia feat. Sean Paul & Childsplay                                     |
| 2023 | Niña bonita Mor, no le temas a la oscuridad       | — | — | — | — | US— ×4Vierfachplatin (Latin)US | Erstveröffentlichung: 21. April 2023 Verkäufe: + 500.000; Feid feat. Sean Paul                                               |
| Folgende Lieder erschienen nicht als Single, wurden aber durch das Album zum Download und Streaming bereitgestellt und konnten somit eine Platzierung erlangen: |                                                   | | | | | | |
| |                                                   | | | | | | |
| 2011 | Shake Señora Planet Pit                           | — | — | — | — | US69 Platin · (2 Wo.)US | Charteinstieg: 9. Juli 2011 Verkäufe: + 1.000.000; Pitbull feat. T-Pain & Sean Paul; Remix zusätzlich mit Ludacris           |

## Videoalben und Musikvideos

### Videoalben
| Jahr | Titel Musiklabel | Höchstplatzierung, Gesamtwochen, AuszeichnungChartplatzierungen (Jahr, Titel, Musiklabel, Platzierungen, Wochen, Auszeichnungen, Anmerkungen) | Höchstplatzierung, Gesamtwochen, AuszeichnungChartplatzierungen (Jahr, Titel, Musiklabel, Platzierungen, Wochen, Auszeichnungen, Anmerkungen) | Höchstplatzierung, Gesamtwochen, AuszeichnungChartplatzierungen (Jahr, Titel, Musiklabel, Platzierungen, Wochen, Auszeichnungen, Anmerkungen) | Höchstplatzierung, Gesamtwochen, AuszeichnungChartplatzierungen (Jahr, Titel, Musiklabel, Platzierungen, Wochen, Auszeichnungen, Anmerkungen) | Höchstplatzierung, Gesamtwochen, AuszeichnungChartplatzierungen (Jahr, Titel, Musiklabel, Platzierungen, Wochen, Auszeichnungen, Anmerkungen) | Anmerkungen                |
| Jahr | Titel Musiklabel | DE | AT | CH | UK | US | Anmerkungen                |
| ---- | ---------------- | --- | --- | --- | --- | --- | -------------------------- |
| 2004 | Duttyology       | — | — | — | UK32 (2 Wo.)UK | — | Erstveröffentlichung: 2004 |

### Musikvideos
| Jahr | Titel                               | Regie                        |
| ---- | ----------------------------------- | ---------------------------- |
| 1997 | Ladies’ Man                         | Bill Schacht                 |
| 1998 | (Haffi Get De Gal Ya) Hot Gal Today | Kevin Lee                    |
| 1999 | Deport Them                         | Jessy Terrero                |
| 2000 | Money Jane                          | Kevin DeFreitas              |
| 2002 | Gimme the Light                     | Director X                   |
| 2003 | Make It Clap (Remix)                | Erik White                   |
| 2003 | Get Busy                            | Director X                   |
| 2003 | Baby Boy                            | Jake Nava                    |
| 2003 | Like Glue                           | Benny Boom                   |
| 2003 | Bossman                             | Jeremy Rall                  |
| 2003 | Breathe                             | Hype Williams                |
| 2004 | I’m Still in Love with You          | Director X                   |
| 2005 | We Be Burnin’                       | Jessy Terrero                |
| 2005 | Ever Blazin’                        | Anthony Mandler              |
| 2006 | Temperature                         | Director X, R.T. Thorne      |
| 2006 | Cry Baby Cry                        | Chris Robinson               |
| 2006 | Never Gonna Be the Same             | Jessy Terrero                |
| 2006 | (When You Gonna) Give It Up to Me   | Director X                   |
| 2007 | Give It to You                      | Melina Matsoukas             |
| 2007 | Watch Dem Roll                      |                              |
| 2009 | So Fine                             | Ray Kay                      |
| 2009 | Press It Up                         | Jessy Terrero                |
| 2009 | Hold My Hand                        | Director X                   |
| 2009 | Now That I’ve Got Your Love         | Director X                   |
| 2009 | Do You Remember                     | Gil Green                    |
| 2009 | Tik Tok                             | Hype Williams                |
| 2011 | Got 2 Luv U                         | Ben Mor                      |
| 2011 | She Doesn’t Mind                    | Evan Winter                  |
| 2012 | Summer Paradise                     | Mark Staubach, R.T. Thorne   |
| 2012 | Touch the Sky                       | Davy Duhamel                 |
| 2012 | How Deep Is Your Love               | Juwan Lee                    |
| 2012 | Dream Girl                          |                              |
| 2013 | What About Us                       |                              |
| 2014 | Bailando (Remix)                    | Alejandro Pérez              |
| 2015 | Never Give Up                       | Steven „Streets“ Bernard     |
| 2015 | Love Song to the Earth              | Trey Fanjoy                  |
| 2016 | Hair                                | Director X                   |
| 2016 | Ride It                             | Fernando Lugo                |
| 2016 | Trumpets                            | Dani Feixas Roka             |
| 2016 | Cheap Thrills (Remix)               | Lior Molcho                  |
| 2016 | Rockabye                            | Jack Patterson, Grace Chatto |
| 2017 | No Lie                              | Tim Nackashi                 |
| 2017 | Tek Weh Yuh Heart                   | Zac Facts                    |
| 2017 | Body                                | Antwan Smith                 |
| 2017 | Ovaload                             | Henning Brix                 |
| 2017 | Gold                                | Lil Internet                 |
| 2017 | Rolling                             | Aka Ruppi                    |
| 2018 | Mad Love                            | Sarah McColgan               |
| 2018 | Tip Pon It                          | Alexandre Courtès            |

## Autorenbeteiligungen und Produktionen
- 2014: Tinashe – 2 On (Verkäufe: + 1.510.000; UK: Gold; US: Platin)

## Boxsets
| Jahr | Titel Musiklabel                                | Anmerkungen                |
| ---- | ----------------------------------------------- | -------------------------- |
| 2008 | Dutty Rock / The Trinity Atlantic Records (WMG) | Erstveröffentlichung: 2008 |

## Promoveröffentlichungen
| Jahr | Titel Album           | Anmerkungen                                                                                      |
| ---- | --------------------- | ------------------------------------------------------------------------------------------------ |
| 2000 | Money Jane –          | Erstveröffentlichung: 2000 Baby Blue Soundcrew feat. Kardinal Offishall, Jully Black & Sean Paul |
| 2004 | Feel It –             | Erstveröffentlichung: 2004 Erick Sermon feat. Sean Paul                                          |
| 2005 | Slow Wind (Remix) –   | Erstveröffentlichung: 16. September 2005 R. Kelly feat. Sean Paul & Akon                         |
| 2007 | Watch Dem Roll –      | Erstveröffentlichung: 2007                                                                       |
| 2022 | Light My Fire Scorcha | Erstveröffentlichung: 25. Mai 2022 feat. Shenseea & Gwen Stefani                                 |

## Statistik

### Chartauswertung
|                     | DE    | AT    | CH    | UK    | US    |
| ------------------- | ----- | ----- | ----- | ----- | ----- |
| Nummer-eins-Alben   | DE—DE | AT—AT | CH—CH | UK—UK | US—US |
| Top-10-Alben        | DE3DE | AT3AT | CH4CH | UK1UK | US2US |
| Alben in den Charts | DE5DE | AT5AT | CH5CH | UK4UK | US3US |

|                       | DE     | AT     | CH     | UK     | US     |
| --------------------- | ------ | ------ | ------ | ------ | ------ |
| Nummer-eins-Singles   | DE2DE  | AT3AT  | CH3CH  | UK3UK  | US4US  |
| Top-10-Singles        | DE13DE | AT8AT  | CH14CH | UK15UK | US10US |
| Singles in den Charts | DE37DE | AT31AT | CH32CH | UK36UK | US19US |

|                          | DE    | AT    | CH    | UK    | US    |
| ------------------------ | ----- | ----- | ----- | ----- | ----- |
| Nummer-eins-Videoalben   | DE—DE | AT—AT | CH—CH | UK—UK | US—US |
| Top-10-Videoalben        | DE—DE | AT—AT | CH—CH | UK—UK | US—US |
| Videoalben in den Charts | DE—DE | AT—AT | CH—CH | UK1UK | US—US |

### Auszeichnungen für Musikverkäufe
| Land/RegionAuszeichnungen für Musikverkäufe (Land/Region, Auszeichnungen, Verkäufe, Quellen) | Silber     | Gold       | Platin         | Diamant       | Verkäufe    | Quellen                                                     |
| -------------------------------------------------------------------------------------------- | ---------- | ---------- | -------------- | ------------- | ----------- | ----------------------------------------------------------- |
| Argentinien (CAPIF)                                                                          | —          | Gold1      | —              | —             | 20.000      | capif.org.ar (Memento vom 6. Juli 2011 im Internet Archive) |
| Australien (ARIA)                                                                            | —          | 5× Gold5   | 17× Platin17   | —             | 1.365.000   | aria.com.au                                                 |
| Belgien (BRMA)                                                                               | —          | 2× Gold2   | 6× Platin6     | —             | 230.000     | ultratop.be                                                 |
| Brasilien (PMB)                                                                              | —          | 2× Gold2   | 2× Platin2     | 2× Diamant2   | 540.000     | pro-musicabr.org.br                                         |
| Dänemark (IFPI)                                                                              | —          | 6× Gold6   | 11× Platin11   | —             | 1.019.000   | ifpi.dk                                                     |
| Deutschland (BVMI)                                                                           | —          | 12× Gold12 | 8× Platin8     | Diamant1      | 5.850.000   | musikindustrie.de                                           |
| Europa (IFPI)                                                                                | —          | —          | 3× Platin3     | —             | (3.000.000) | ifpi.org (Memento vom 1. Januar 2014 im Internet Archive)   |
| Frankreich (SNEP)                                                                            | Silber1    | 8× Gold8   | 4× Platin4     | 2× Diamant2   | 2.721.266   | infodisc.fr snepmusique.com                                 |
| Irland (IRMA)                                                                                | —          | Gold1      | Platin1        | —             | 22.500      | Einzelnachweise                                             |
| Italien (FIMI)                                                                               | —          | 3× Gold3   | 18× Platin18   | Diamant1      | 1.995.000   | fimi.it                                                     |
| Japan (RIAJ)                                                                                 | —          | 4× Gold4   | 2× Platin2     | —             | 800.000     | riaj.or.jp JP2                                              |
| Kanada (MC)                                                                                  | —          | 8× Gold8   | 36× Platin36   | Diamant1      | 3.610.000   | musiccanada.com                                             |
| Mexiko (AMPROFON)                                                                            | —          | 3× Gold3   | —              | 2× Diamant2   | 735.000     | amprofon.com.mx                                             |
| Neuseeland (RMNZ)                                                                            | —          | 3× Gold3   | 19× Platin19   | —             | 600.000     | aotearoamusiccharts.co.nz NZ2 NZ3                           |
| Niederlande (NVPI)                                                                           | —          | 2× Gold2   | 8× Platin8     | —             | 580.000     | nvpi.nl                                                     |
| Norwegen (IFPI)                                                                              | —          | 2× Gold2   | 5× Platin5     | —             | 195.000     | ifpi.no NO2                                                 |
| Österreich (IFPI)                                                                            | —          | 4× Gold4   | 4× Platin4     | —             | 175.000     | ifpi.at                                                     |
| Polen (ZPAV)                                                                                 | —          | 2× Gold2   | 7× Platin7     | 5× Diamant5   | 1.140.000   | olis.pl                                                     |
| Portugal (AFP)                                                                               | —          | 2× Gold2   | 6× Platin6     | —             | 70.000      | Einzelnachweise                                             |
| Schweden (IFPI)                                                                              | —          | 3× Gold3   | 6× Platin6     | —             | 300.000     | sverigetopplistan.se                                        |
| Schweiz (IFPI)                                                                               | —          | 5× Gold5   | 8× Platin8     | —             | 335.000     | hitparade.ch                                                |
| Spanien (Promusicae)                                                                         | —          | 7× Gold7   | 16× Platin16   | —             | 940.000     | elportaldemusica.es ES2                                     |
| Vereinigte Staaten (RIAA)                                                                    | —          | 3× Gold3   | 45× Platin45   | —             | 37.111.000  | riaa.com                                                    |
| Vereinigtes Königreich (BPI)                                                                 | 5× Silber5 | 5× Gold5   | 30× Platin30   | —             | 20.300.000  | bpi.co.uk                                                   |
| Zentralamerika (CFC)                                                                         | —          | —          | 2× Platin2     | —             | 140.000     | cfc-musica.com                                              |
| Insgesamt                                                                                    | 6× Silber6 | 95× Gold95 | 264× Platin264 | 14× Diamant14 |             |                                                             |